# Sarvaš
Sarvaš is een plaats in de gemeente Osijek in de Kroatische provincie Osijek-Baranja. In 2011 telde de plaats 1884 inwoners.
De naam van de plaats betekent "hert" in het Hongaars. Dit duidt op de vroegere bewoning van het gebied door Hongaren.